# アニャ・アナスン
アニャ・アナスン(デンマーク語: Anja Jul Andersen、1969年2月15日 - )は、デンマークの元ハンドボール選手、ハンドボールの監督である。1989年から1998年にかけて、デンマーク代表として133試合に出場し、725ゴールを記録した 。引退後の2000年代前半にはスレーイルセFHの監督を務め、デンマーク女子ハンドボールリーグ制覇に貢献するなどの活躍をしている。